# Krvavá stopa
Krvavá stopa (v anglickém originále Blood Work) je americký mysteriózní filmový thriller z roku 2002, v němž hlavní roli ztvárnil Clint Eastwood, který jej také produkoval a režíroval. Ve filmu hrají Jeff Daniels, Wanda De Jesús a Anjelica Huston. Příběh je adaptací románu Obranná reakce Michaela Connellyho z roku 1998.
Eastwood za práci na filmu získal na filmovém festivalu v Benátkách cenu Future Film Festival Digital Award.

## Děj
Bývalý zvláštní agent FBI Terrell "Terry" McCaleb vede vyšetřování sériového vraha přezdívaného "Kódový vrah", který zanechává výsměšné zprávy adresované McCalebovi. Během tiskové konference McCaleb zahlédne podezřelého v davu, pronásleduje ho, ale utrpí téměř smrtelný infarkt.
O dva roky později je McCaleb v důchodu a žije na své rybářské lodi v Long Beach. Po transplantaci srdce ho vyhledá servírka Graciella Riversová, jejíž sestra Gloria byla zavražděna při přepadení. McCaleb zjistí, že právě Gloriino srdce mu bylo darováno, což ho uvrhne do pocitů viny. Navzdory varování svého lékaře začne nelegálně vyšetřovat její smrt. Pomáhá mu jeho soused, alkoholik Jasper "Buddy" Noone, a bývalá kolegyně, detektiv Jaye Winstonová.
McCaleb zjistí, že Gloria nebyla vrahovou první obětí, ale hlavní podezřelí postupně umírají. Nakonec si uvědomí, že vrahem je ve skutečnosti jeho přítel Buddy. Ten mu přizná, že zabil Glorii, aby zajistil, že její srdce zachrání právě McCaleba. Buddy unese Graciellu a jejího synovce Raymonda a uvězní je na opuštěné lodi. McCaleb je zachrání a Buddyho postřelí, zatímco Graciella ho utopí v odplatě za smrt své sestry.
Se svou minulostí uzavřenou McCaleb začíná nový život po boku Gracielly a Raymonda, se kterými vyplouvá na moře.